# Bill Brock
Bill Brock (Chattanooga, 1930. november 23. – Fort Lauderdale, 2021. március 25.) az Amerikai Egyesült Államok szenátora (Tennessee, 1971–1977).